# Heinrich Schaidreiter
Heinrich Schaidreiter (* 24. Januar 1885 in St. Johann im Pongau, Salzburg; † 19. September 1972 in Zirl, Tirol) war ein österreichischer Politiker (ÖVP).

## Leben
Heinrich Schaidreiter genoss eine nur einfache Schulbildung, der zunächst als Knecht auf verschiedenen Bauernhöfen beschäftigt war. Später fand er Arbeit bei der Eisenbahn und stieg bis zuletzt in den Rang eines Bundesbahninspektors bei der ÖBB auf.
Seine politische Karriere begann als Mitglied des Gemeinderats von Hötting, heute ein Stadtteil von Innsbruck. 1934 zog er als Abgeordneter in den Tiroler Landtag ein, dem er bis 1938 angehörte.
Im Dezember 1945 folgte Schaidreiters Vereidigung als Mitglied des Bundesrats in Wien. Als Bundesrat war er bis November 1949 tätig.